# 공손도
공손도(公孫度, ? ~ 204년) 또는 공손탁은 중국 후한 말의 정치인이다. 자는 승제(升濟)이며 유주 요동군 양평현(襄平縣) 사람이다. 이름인 度는 도나 탁으로 읽히며 어릴 적 이름은 공손표(公孫豹)였다. 후한 말의 혼란기에 동북방 변방의 태수로서 독자 세력을 구축하였다.

## 생애

### 요동태수가 되기까지
아버지 공손연(公孫延) 이 관리의 추적을 피해서 가족을 데리고 현도군으로 가 살았다. 공손탁은 현도군에서 일했는데 그 태수 공손역의 아들 공손표(公孫豹)가 18살에 죽었다. 공교롭게 공손탁의 어릴 적 이름도 공손표였고 그 나이까지 같았다. 공손역이 공손탁을 친애하여 스승을 붙여 공부를 도와주고 장가도 보내주었다. 169년(건녕 2년) 유도(有道)로 천거되어 상서랑(尙書郞)에 임명되었다. 이후 점차 올라 기주자사까지 되었다가 유언비어로 인해 면직당했다.
189년(중평 6년) 같은 군 사람 서영이 동탁의 중랑장이었는데 공손탁을 요동태수로 추천하였다. 요동군 사람들은 공손탁을 업신여겼었는데 부임하자마자 공손소(公孫昭), 전소(田韶) 등 뿌리 깊은 호족들을 대거 숙청하였다. 멸문한 가문은 100여 가에 이르렀다. 또 동쪽으로는 고구려, 서쪽으로는 오환도 쳐서 그 위엄을 떨쳤다.

### 야망을 품다
190년(초평 원년) 중원이 혼란에 빠지자 심복 관원 유의(柳毅)와 양의(陽儀)에게 이르기를 “참위서에서 손등(孫登)이 천자에 오른다고 했는데 내 성이 공손(公孫)이고 자가 승제(升濟)라 승은 즉 등(登)이니 한나라가 몰락한다면 여러분과 함께 왕업을 도모하겠소.”라 하였다. 양평현 연리(延里)의 사(社)에서 약 한 장(丈) 길이에 세 개의 작은 돌이 받치고 있는 거석을 발견하였다. 혹자가 ‘이는 선제의 거석과 같은 조짐으로 마을은 공손탁의 아버지와 동일한 이름인 데다 사는 토지신이니 공손탁이 땅을 차지하고 삼공의 보좌를 받는다는 뜻이다.’라 해석하기에 매우 기뻐하였다. 하내태수를 역임했던 지역의 저명인사 이민(李敏)은 이런 공손탁을 꺼려서 가족을 이끌고 바다로 떠났다. 공손탁이 크게 노하여 그 아버지의 무덤을 파 관을 쪼개고 시체는 불태웠으며 그 일족을 몰살하였다.
요동군을 나누어 요서에 중료군(中遼郡)을 만들었다. 산둥반도에 있는 동래군의 여러 현들도 규합하여 영주자사(營州―)를 두었다. 스스로 요동후, 평주목(平州牧)을 칭하고 아버지 공손연은 건의후(建義侯)로 추봉하였다. 유방과 유수의 제묘를 세우고 천지에 제사지내고 적전(藉田)을 두고 어가를 타고 구류(九旒)를 사용하고 모두기(旄頭騎)와 우림기(羽林騎)를 편제하였다.

### 요동의 안정과 이민족
공손탁의 명성은 널리 퍼졌고 황건적과 동탁의 난을 피해 안정된 요동으로 몰려오는 행렬이 줄을 이었다. 대표적으로 왕렬(王烈), 관녕, 병원(邴原), 국연 등이 있었다. 이들은 공손탁이 등용하려 했지만 모두 거절하고 재야에서 사람들을 가르쳤다. 병원은 공손탁에게 죽을 뻔한 유정(劉政)을 보호해주기도 했다.
고구려 고국천왕의 대가 우거(優居), 주부(主簿) 연인(然人) 등과 공조하여 부산적(富山賊)을 무찌르기도 하였으나 고구려와는 자주 다투었고, 선비 역시 견제하기 위해 부여의 왕 위구태에게 집안사람을 시집보내 우호를 맺었다. 197년 고국천왕 사후 발기가 동생 산상왕과의 왕위 쟁탈전에서 밀려나 연노가(涓奴加)와 함께 하호 3만 명을 이끌고 귀순하였다. 발기는 공손탁에게서 3만 명을 지원받아 고구려로 쳐들어갔지만 동생 계수에게 패하고 자살하였다.
204년(건안 9년) 조조가 표를 올려 공손탁을 무위장군(武威將軍), 영녕항후(永寧鄕侯)로 삼았다. 공손탁은 “내가 요동의 왕이다! 영녕향후가 대수랴!”며 인수를 무기고에 처박았다. 죽어서 장남 공손강이 뒤를 이었다. 차남 공손공은 영녕향후에 봉해졌다.

## 일화
양무(涼茂)가 조정으로부터 낙랑태수에 임명되어 지나가는 것을 붙잡았다. 양무가 굴복하지 않아 “조조가 업을 비우고 원정을 갔다는데 지금 내가 보병 3만, 기병 1만 명을 거느리고 바로 업으로 쳐들어간다면 누가 막을 수 있겠소?”라고 겁을 주었다. 양무는 되레 “나라가 큰 난리에 휩싸여 기울어 가는데도 장군은 10만이나 끼고도 그저 관전만 하고 있으니 신하된 자로서 이럴 수 있단 말이오?! 조조공은 국가의 위기를 걱정하고 백성들의 고통을 가여이 여겨 의병을 일으켜서 모리배들을 토벌함으로써 그 공덕이 두말할 것 없이 매우 높소! 이제야 나라와 백성들이 안정되어 가는데 군사를 일으켜 서쪽으로 향한다면 그 존망은 안 봐도 뻔하오. 장군은 맡은 바나 열심히 하시오!!”라고 일갈하였다. 여러 장수들이 술렁거렸고 공손탁은 그 말이 맞다 여겨 풀어주었다. 《삼국지》에는 이것이 언제의 일인지까지는 기록이 없다. 배송지는 업이 나오는 것으로 보아 조조가 이를 평정한 204년 이후의 일이 아닌가 했는데 그 해에 공손도도 죽는 것이 문제라고 하였다. 이는 공손강의 오기일 수 있다.

## 삼국지연의
사서가 아닌 소설 《삼국지연의》에서는 공손강과 공손연의 가계를 설명할 때만 언급된다.

## 가계
- 아들 : 공손강, 공손공
  - 손자 : 공손황, 공손연

## 같이 보기
- 삼국지 인물 목록
- 공손찬
- 장연 (삼국지)

## 참고 문헌
- 《삼국지》8권 위서 제8 공손탁